# Alexander Kellas
Alexander Mitchell Kellas (Aberdeen, 1868. június 21. – Gamba, Sigace, 1921. június 5.) brit kémikus, felfedező és hegymászó, aki a magaslati élettani tanulmányairól ismert. A skóciai Aberdeenben született.
A Himalayan Club alelnöke, Meher Mehta, úgy jellemezte Kellas következő tanulmányait A Magasabb Himalájába való feljutás lehetőségének mérlegelése és A Mt Everest feljutás lehetőségének mérlegelése mint "a tudományos gondolkodás nagy csúcsok megmászásának kulcsfontosságú katalizátoraiként". Tanulmányai kiterjedtek az akklimatizáció fiziológiájára olyan fontos változókkal összefüggésben, mint a tengerszint feletti magasság, a légköri nyomás, az alveoláris PO2, az artériás oxigéntelítettség, a maximális oxigénfogyasztás és az emelkedési sebesség különböző magasságokban. Arra a következtetésre jutott, hogy a Mt Everestet extrém fizikai és szellemi felépítésű emberek meg tudnák mászni még kiegészítő oxigén nélkül is, ha a hegy fizikai nehézségei nem túl nagyok."
1978-ban Reinhold Messner és Peter Habeler megerősítette Kellas javaslatát, amikor megmászták a Mount Everestet kiegészítő oxigén nélkül. Kellas azonban az egyik legkorábbi tudós is volt, aki kiegészítő oxigén használatát javasolta magas hegyeken, például a Mount Everesten; az Everest első megmászása és a legtöbb későbbi emelkedő (valamint néhány alacsonyabb csúcsra való emelkedés) ezt tette.
Kellas neves hegymászó volt. Legalább tíz 6100 m feletti csúcsot mászott meg elsőként, beleértve a Pauhunri, 7128 m, Sikkimben, amely a legmagasabb csúcs volt, amelyet akkoriban megmásztak, bár ezt csak 80 évvel később fedezték fel. 1911. június 14-én érte el a csúcsot, és ezt a világcsúcsot csak 1928 szeptemberében döntötték meg, a Lenin-csúcs megmászásával.
Kellas szívrohamban halt meg 1921-ben a tibeti Kampa Dzong falu közelében, amikor Sikkimből az első Everest-expedíció felé haladt. A kabrui fáradságos expedíció után mindössze 9 napot pihenhetett kapott, és csak egy napnyi túrázásra volt attól, hogy először láthassa a Mount Everestet.
A visszavonult All Blacks John Kirwan Kellas távoli rokona.

## Fordítás
Ez a szócikk részben vagy egészben  az   Alexander Kellas című angol Wikipédia-szócikk ezen változatának fordításán alapul.  Az eredeti cikk szerkesztőit annak laptörténete sorolja fel. Ez a jelzés csupán a megfogalmazás eredetét és a szerzői jogokat jelzi, nem szolgál a cikkben szereplő információk forrásmegjelöléseként.